# 180° – Wenn deine Welt plötzlich Kopf steht
180° ist ein Schweizer Film aus dem Jahr 2010 von Cihan Inan. Der Episodenfilm wurde inspiriert durch den Amoklauf von Günther Tschanun (1986).

## Handlung
Der Film 180° ist eine Episodengeschichte, in deren Zentrum Menschen stehen, die vom Schicksal auf eine harte Probe gestellt werden. Der Amoklauf eines Beamten, zwei Teenager, die sich zaghaft annähern, eine türkische Familie beim Eröffnen ihres Imbisses, zwei Nachtschwestern zu Beginn ihrer Schicht und ein Szenepärchen auf dem Nachhauseweg. Mit diesen Ingredienzien werden 24 Stunden einer Hand voll Menschen, die unterschiedlicher nicht sein könnten, auf dramatische Weise gekreuzt. Es geht um Menschen in Extremsituationen und vielmehr als ein Drama ist der Film eine Hommage an das Leben, die Menschlichkeit und den Mut, dem Leben täglich zu begegnen.

## Produktion
Die Entstehung des Filmes erstreckte sich über eine Zeitdauer von sieben Jahren. Ursprünglich hätte der Film in den 80er Jahren spielen sollen, wurde dann aber infolge Budgetkürzungen auf einen heutigen „Look“ geändert. Der Film musste aus demselben Grund mit lediglich 24 Drehtagen umgesetzt werden. Für die Einspielung der Originalmusik konnte der Dirigent David Zinman sowie das Tonhalle-Orchester Zürich verpflichtet werden.

## Festivals
- 6. Zurich Film Festival 2010, Schweiz (Official Competition)
- 47. International Antalya Golden Orange Film Festival 2010, Türkei (Official Competition)
- 46. Solothurner Filmtage 2011, Schweiz (Section Suisse)
- 32. Max-Ophüls-Preis 2011, Germany (Official Competition)
- 10. Rome Independent Film Festival 2011, Italien (Official Competition)
- 27. Festróia – International Film Festival Setubal 2011, Portugal (Official Competition)
- 23. Cinéfest Sudbury International Film Festival 2011, Kanada (Official Selection)
- 64. Internationales Filmfestival von Locarno 2011, Schweiz (Section: Appellation Suisse)
- 16. International Film Festival Ourense 2011, Spanien (Official Competition)
- 17. Kolkata Film Festival 2011, Indien (Reihe Schweizer Filme)
- 11. International Film Festival of Marrakech 2011, Marokko (Official Competition)
- International Film Festival Victoria 2012, Canada (Swiss Cinema Section)

## Awards und Nominationen
- Internationales Filmfestival von Locarno: SUISA Preis für „Beste Filmmusik“ 2010.
- Max-Ophüls-Preis: „Lobende Erwähnung“ in der Hauptkategorie 2011.
- Schweizer Filmpreis: „Beste Darstellerin in einer Nebenrolle“ 2011.
- Silver Horse Awards: „Beste Regie“ Brüssel 2011.
- Schweizer Filmpreis: Nomination „beste Filmmusik“ 2011.
- International Film Festival Ourense: „Bestes Drehbuch“ 2011.

## Kritiken
- Beachtenswerter Film – HOLLYWOODREPORTER – http://www.hollywoodreporter.com/review/180°-film-review-34156
- Trifft den Nerv der Zeit – STUDENTS http://www.students.ch/magazin/details/45517/180-Wenn-deine-Welt-ploetzlich-Kopf-steht
- Ist der Schweizer Film endlich erwachsen geworden? – OUTNOW http://outnow.ch/Movies/2010/Amok/Reviews/kino/
- Urbanes Leben im Ausnahmezustand – NZZ https://web.archive.org/web/20100930090828/http://www.nzz.ch/nachrichten/kultur/filmfestival_zuerich/hoellische_alpensaga_1.7688941.html
- Exzellentes Schauspielerensemble – CINEMAN http://www.cineman.ch/movie/2010/180WennDeineWeltPloetzlichKopf/review.html
- Subtil berührendes wie auch spannend-unterhaltendes Episodendrama – MEINKINO http://www.meinkino.ch/component/meinkino/1/322/180-Grad
- Vielleicht der beste Schweizer Film seit langem. – GROARR.CH FILMMAGAZIN http://www.filmmagazin.groarr.ch/2010/10/180%C2%B0-wenn-deine-welt-plotzlich-kopf-steht-2010/